# Мордовин, Порфирий Александрович
Порфирий Александрович Мордовин (1852 — после 1918) — корпуса инженер-механиков флота генерал-майор Российской империи.
Порфирий Александрович родился в Архангельске в семье штабс-капитана. Православного вероисповедания.

## Служба
8 сентября 1870 года Порфирий Мордовин поступил кадетом в Инженерное училище Морского ведомства (в настоящее время Высшее военно-морское инженерное училище имени Ф. Э. Дзержинского). 31 марта 1871 года зачислен на действительную службу воспитанником при Адмиралтейском Ижорском заводе и Кронштадтском пароходном заводе. С 31 мая по 17 августа 1872 года находился в практическом плавании на пароходо-фрегате «Владимир». В 1873 году выпущен с обучения, остался работником Кронштадтского пароходного завода.
31 марта 1874 году произведён в корпуса инженеров-механиков флота (КИМФ) кондукторы и зачислен на пароходо-фрегат «Смелый», на котором находился в плавании с 25 мая по 14 сентября. 12 апреля этого же года зачислен в 5-й флотский экипаж. В 1875 году переведён на транспорт «Красная Горка», в плавании с 6 мая по 30 августа. По возвращении с плавания, 30 августа произведён в КИМФ прапорщики. 15 мая 1876 года Циркуляром Инспекторского департамента Морского Министерства за № 41 Порфирий Мордовин переведён в Архангельскую флотскую роту, а 18 августа этого же года в 1-й флотский ГАВККН экипаж.
6 мая 1877 года назначен заведующим трюмом на мониторе «Латник». С 10 июня по 30 сентября 1877 года участвовал в испытаниях броненосного фрегата «Князь Пожарский» после модернизации. С 24 сентября назначен обязательным слушателем в минный офицерский класс.
17 мая 1878 года назначен на броненосный фрегат «Адмирал Лазарев» и вышел в плавание. Приказом № 1999 от 23 мая 1878 года отчислен по неокончании экзамена от слушателей минного офицерского класса. 31 мая 1878 году вернулся из плавания, продолжил службу на миноносках «Змея» (21 июня — 2 сентября) и «Лебедь» (2 сентября — 18 октября).
12 апреля 1879 года утверждён заведующим трюмом на двухбашенном броненосном фрегате «Адмирал Свиридов». Произведён в КИМФ прапорщики, с 1 июня по 7 сентября 1879 года находился на фрегате «Светлана», с 11 по 22 октября присутствовал при испытаниях клипера «Стрелок».
19 мая 1880 года назначен на клипер «Забияка». Приказом от 16 апреля 1880 года № 148 определён заведующим трюмом и минами Уайтхеда на клипере с переводом в 4-й флотский экипаж. 1 июня вышел на клипере под командованием капитан-лейтенанта Л. Н. Ломена в составе 1-го отряда судов эскадры Тихого океана на Дальний Восток России. 26 сентября 1880 года за выслугу лет произведён в КИМФ подпоручики, со старшинством с 30 августа. Вернулся на «Забияке» в Кронштадт 22 мая 1883 года, оставался в должности до 30 июля.
Со 2 июня по 29 августа 1884 года находился в плавании на мониторе «Тифон». 17 сентября 1884 года на время на время достройки назначен заведующим трюмом на корвете «Витязь» с переводом в 1-й Флотский экипаж. Далее, на время работы на корвете, Циркуляром Главного Морского штаба № 87, с 29 сентября прикомандирован к 8 флотскому экипажу.
9 апреля 1885 года возвращён на клипер «Забияка». 12 апреля этого же года назначен заведующим трюмом клипера с переводом в 4-й Флотский экипаж. 15 июня отправился на клипере под командованием капитана 2-го ранга Ф. Н. Сильверсвана в экспедицию в Белое и Баренцево. 30 августа 1885 года произведён в КИМФ поручики. В сентябре 1885 года «Забияка» переведён в отряд судов Средиземного моря. 10 июня 1886 года занял должность старшего механика клипера «Забияка». 15 декабря этого же года Высочайшим приказом № 318 переименован в должностном звании в помощника старшего инженер-механика. С 1888 года «Забияка» находился на Чёрном море под командованием капитана 2-го ранга С. Ф. Бауэра. 24 июня 1889 года Порфирий Александрович ушёл в отпуск.
В январе 1890 года назначен членом комиссии по приёму боевого запаса. С 28 августа по 1 октября 1890 года находился в плавании на миноносце «Виндава».

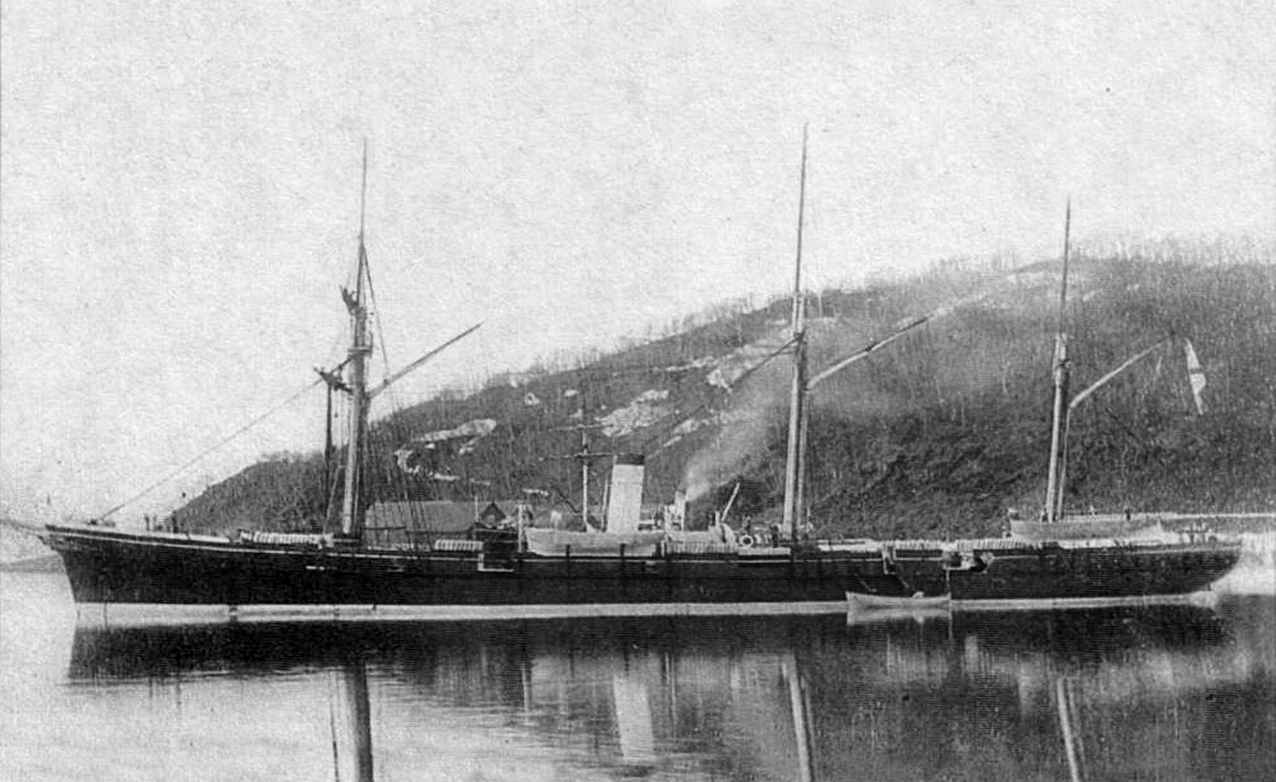
Крейсер II ранга «Забияка» в Петропавловском Порту, 1892 год.

19 апреля 1891 года вновь получил назначение клипер «Забияка» (с 01.02.1892 крейсер II ранга). С 10 июня 1891 года Порфирию Александровичу установлено ежегодное вознаграждение в 300 рублей «за управление машинами в течение пяти лет». 1 сентября 1891 года на «Забияке» под командованием капитана 2-го ранга Б. К. Де Ливрона вышел в Средиземное море. 1 октября этого же года переведён в 11 флотский экипаж.

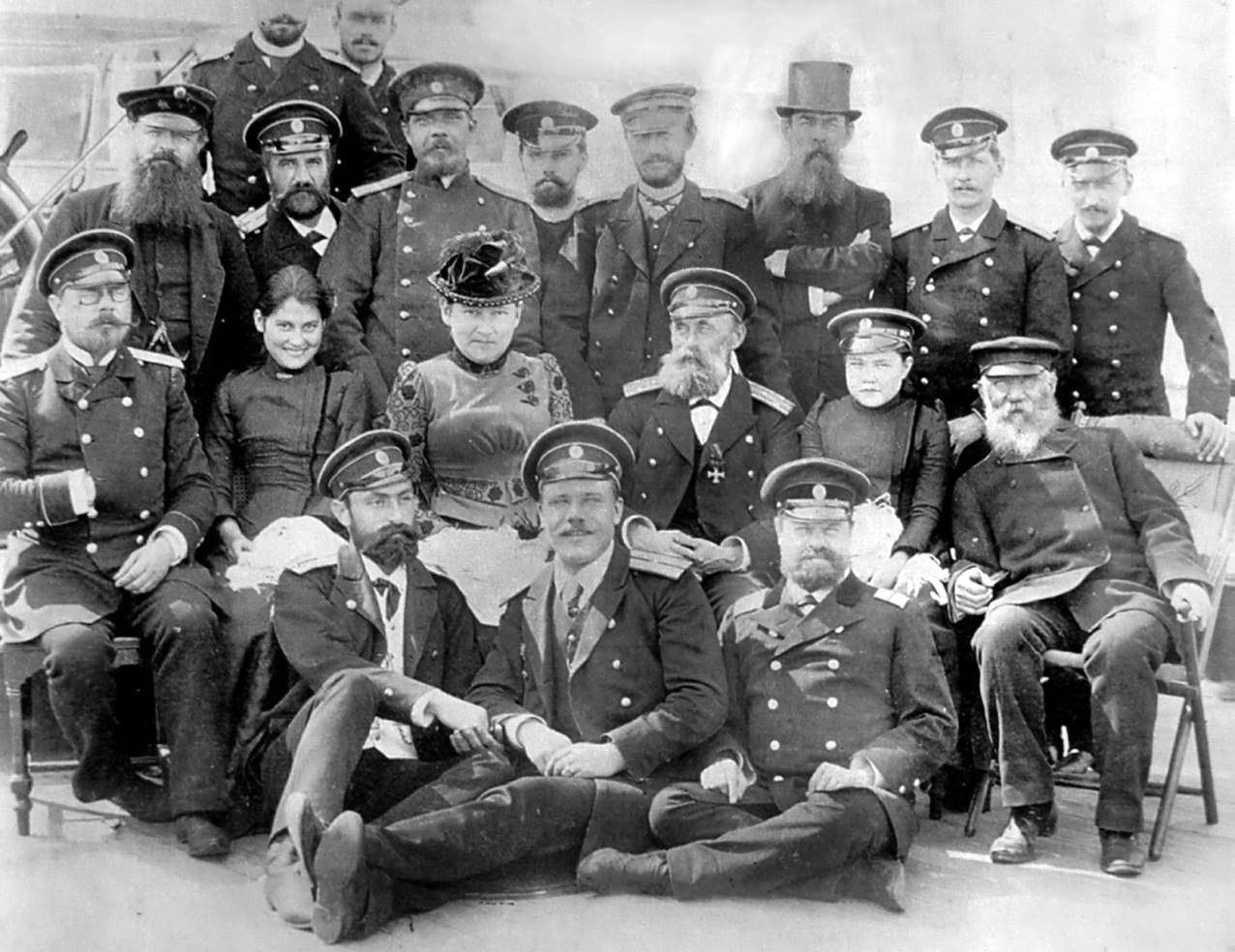
Команда крейсера II ранга «Забияка». Порфирий Александрович Мордовин в первом «сидящем» ряду первый справа, Петропавловский порт, 1892 год

В 1892 году на «Забияке» отправился во второй раз для себя на Дальний Восток России. 1 января 1894 года произведён в чин старшего инженер-механика. 28 марта этого же года переведён в Сибирский флотский экипаж. 1 ноября 1898 года за окончанием кампании и в связи с постановкой «Забияки» на ремонт во Владивостокском порту, списан в наличие Сибирского флотского экипажа. 19 декабря 1898 года назначен в комиссию для экзаменов машинной команды.
27 марта 1899 года Главный морской штаб прислал телеграмму № 476 с уведомлением о зачислении П. А. Мордовина в 12-й флотский экипаж с переводом в Балтийский флот. 9 июля этого же года отчислен от должности судового механика крейсера II ранга «Забияка». 3 августа отправился через Сибирь в Санкт-Петербург с оформлением трёхмесячного отпуска задним числом.
13 ноября 1899 года назначен наблюдающим за изготовлением главных механизмов эскадронного броненосца «Орёл» на Балтийском заводе. С 6 декабря этого же года прикомандирован к 18-му флотскому экипажу. С 13 мая по 20 октября 1900 года временно назначен наблюдающим за изготовлением главных механизмов броненосца «Император Александр III» с оставлением в должности наблюдающего за постройкой механизмов броненосца «Орел». 2 августа 1902 года переведён в 15-й флотский экипаж с откомандированием из 18 флотского экипажа.

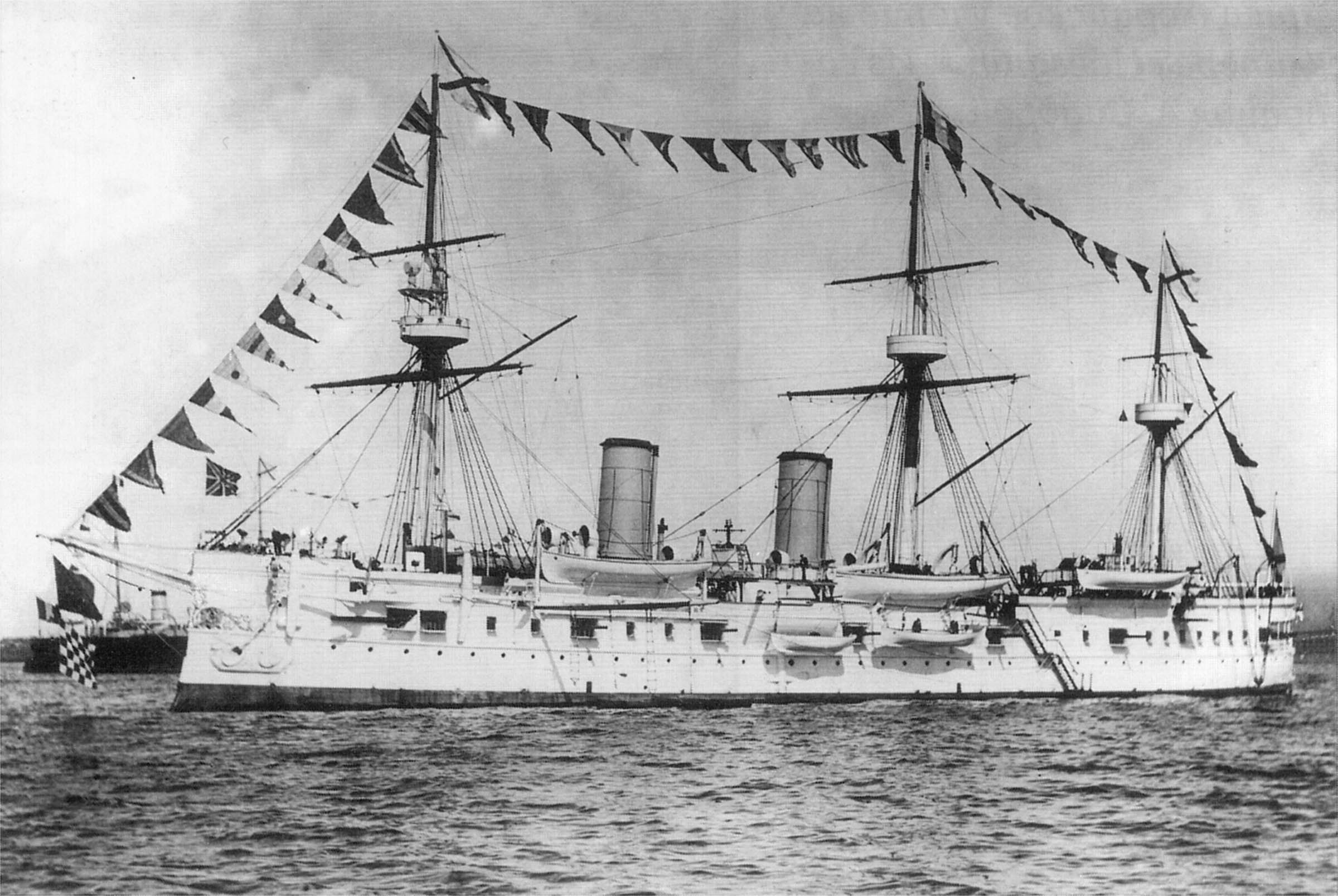
Бронепалубный крейсер I ранга «Дмитрий Донской», 1904 год.

17 августа 1902 года назначен старшим судовым механиком на броненосный крейсер I ранга «Дмитрий Донской», в то время учебно-артиллерийский корабль для подготовки моряков для Тихоокеанской эскадры. 9 ноября 1902 года назначен членом приёмной комиссии новобранцев проявивших различные мастерства. 6 сентября 1903 года на крейсере «Дмитрий Донской» под командованием капитана 1-го ранга Л. Ф. Добротворского отправился в Порт-Артур. В 1904 году «Дмитрий Донской» под командованием капитана 1-го ранга И. Н. Лебедева вошёл в состав 2-й Тихоокеанской эскадры. 1 января 1905 года Порфирий Александрович переименован в чине в КИМФ подполковники.

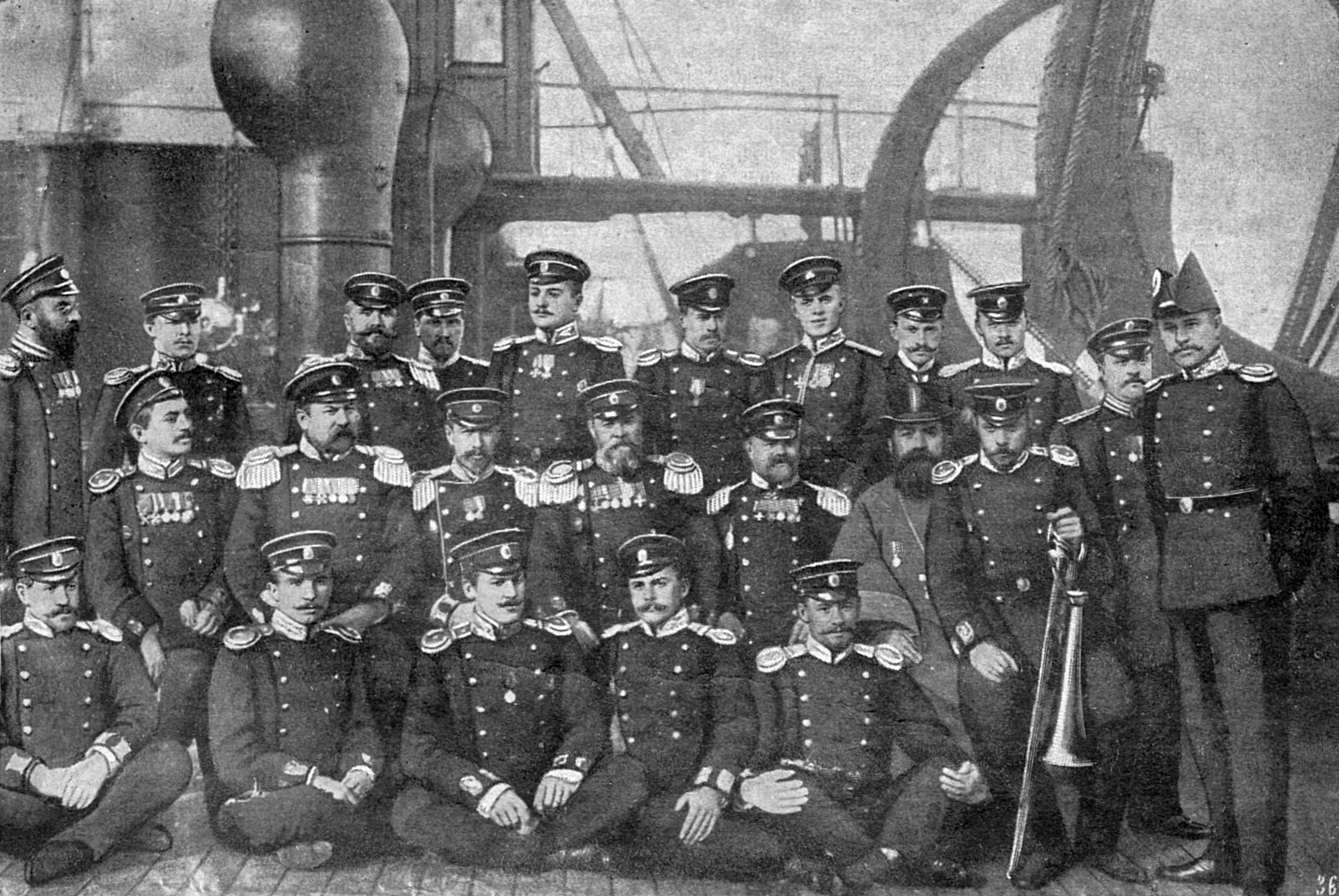
Офицеры крейсера I ранга «Дмитрий Донской» перед Цусимским сражением. Порфирий Александрович Мордовин во втором «сидящем» ряду третий справа

14 мая 1905 года участвовал в Цусимском сражении в составе колонны крейсеров под флагом контр-адмирала О. А. Энквиста. После дневного боя, «Дмитрий Донской» шёл во Владивосток 10-узым ходом в сопровождении миноносца «Буйный» (под флагом адмирала Рожественского). Во время перехода миноносец «Буйный» всё больше отставал и, наконец, просигнализировал о требуемой помощи. После принятия команды миноносца, его потопили из 6-дм орудий. Около острова Дажелет, примерно в 16:00 крейсер настигли крейсера «Нанива», «Такачихо», «Акаси», «Цусима» с миноносцами «Оборо», «Акэбоно» и «Инадзумо» с правого борта и крейсера «Отова» и «Ниитака» с миноносцами «Асагири» и «Сиракумо» приближались с левого борта. И. Н. Лебедев принял решение вступить в бой и сражаться до последнего. Около 19:00 крейсер открыл огонь. Сражение шло до наступления темноты. Было получено около 15 пробоин в районе ватерлинии и смертельно ранен командир, тем не менее, на «Отове» был вызван пожар и «Ниитака» получил пробоину у ватерлинии. Уходя в темноте за остров Дажелет были отбиты все торпедные атаки японских миноносцев. Ночью командование принял на себя старший офицер капитан 2-го ранга К. П. Блохин. Он принял решение затопить крейсер, что бы его не захватили японцы, так как он 100 % исчерпал свои боевые возможности. «Дмитрий Донской» был затоплен на рассвете в точке с координатами 37°30’с. ш., 130°57’в. д. За время сражений было убито 79 человек и 150 ранены. Данный бой явился последним в ходе Цусимского сражения. После боя команда крейсера попала в плен, в том числе Порфирий Александрович.
6 декабря 1905 года произведён в полковники. 24 мая 1906 года переведён в 19-й флотский экипаж. 25 января 1907 года переведён в 6-й флотский экипаж. С 3 сентября 1907 года установлено ежегодное вознаграждение в 600 рублей «за долговременное управление судовыми машинами». С 1 октября 1908 года назначен в 1-й Балтийский флотский экипаж. 2 февраля 1909 года произведён в генерал-майоры с увольнением со службы с оставлением мундира и пенсии.
Скончался Порфирий Александрович после 1918 года.

## Награды
- Орден Святого Станислава 3 степени (1 января 1886 года)
- Орден Святой Анны 3 степени (1 октября 1891 года)
- Орден Святого Владимира 4 степени с бантом «за 20 шестимесячных морских кампаний» (17 декабря 1894 года)
- Орден Аннальского дракона офицерского креста (1894), пожалован Его Величеством императором Аннальским. Главный морской штаб объявил Высочайшее разрешение о дозволении принятия и ношения ордена 6 июня 1894 года.
- Орден Святого Станислава 2 степени (30 октября 1895 года)
- Серебряная медаль «В Память царствования императора Александра III» (1896)[32]
- Орден Командорского креста (8 апреля 1904 года)[33]
- Орден Святой Анны 2 степени (6 декабря 1904 года)
- Орден Святого Владимира 3 степени с мечами (28 января 1907 года)

## Семья
- Жена — Екатерина Петровна, урождённая Карпова (03.12.1871—31.05.1923), дочь действительного статского советника Карпова, после смерти похоронена на Смоленском кладбище.
- Дети:
  - сын — Георгий (28.11.1902[34]—27.04.1945). Ушел на фронт добровольцем, военный переводчик, убит под Веной 27 апреля 1945 года.
  - дочь — Нина (03.01.1904[35]—20.03.1974). Гидролог, похоронена на Северном кладбище.